# 科羅利夫卡 (法斯蒂夫區)
49°59′23″N 29°53′55″E / 49.98972°N 29.89861°E
科羅利夫卡（烏克蘭語：Королівка）是位於烏克蘭北部的村莊，由基辅州法斯蒂夫區的科然卡市鎮負責管轄。該村面積2.65平方公里，海拔高度207米，2001年人口583，人口密度每平方公里220人。